# Thomas Widmer
Thomas Widmer (* 20. September 1962 in Stein AR) ist ein Schweizer Journalist, Buchautor und Blogger. 

## Biografie
Nach dem Studium (Arabisch, Persisch, Islamwissenschaften) in Bern und einem Intermezzo als Dolmetscher beim Internationalen Komitee vom Roten Kreuz wurde Widmer Journalist. 
Er arbeitete als Redaktor bei der Appenzeller Zeitung, der Berner Zeitung, Facts, der Weltwoche und beim Tages-Anzeiger. Derzeit (2023) ist er Reporter bei der Schweizer Familie.
Er schreibt über Kultur, Literatur, Geschichte und speziell übers Wandern. Zum Thema Wandern bloggt er täglich. Auch verfasste er mehrere Bücher.
2001 und 2002 war Widmer Mitglied der Jury für den Klagenfurter Ingeborg-Bachmann-Preis. Er lebt in Zollikerberg bei Zürich.

## Werke
- Meisterschreiber. Die zeitgenössische arabische Kalligrafie und ihre Künstler. Benteli Verlag, Bern 1998, ISBN 978-3-7165-1171-8 (gemeinsam mit Roger Canali und Paul Ammann).
- Zu Fuss. Andacht an der Steilwand. Echtzeit Verlag, Basel 2007, ISBN 978-3-905800-02-9.
- Die Nase des Todes. Echtzeit Verlag, Basel 2008, ISBN 978-3-905800-15-9.
- Die verschwundene Seilbahn. Echtzeit Verlag, Basel 2010, ISBN 978-3-905800-39-5.
- Schweizer Wunder. Ausflüge zu kuriosen und staunenswerten Dingen, Echtzeit Verlag, Basel 2016, ISBN 978-3-905800-49-4.
- Hundertundein Stein. Echtzeit Verlag, Basel 2019, ISBN 978-3-906807-10-2.
- Mein Wortschatz. Echtzeit Verlag, Basel 2021, ISBN 978-3-906807-24-9.
- Neue Schweizer Wunder. Echtzeit Verlag, Basel 2024, ISBN 978-3-906807-38-6.